# 君との思い出
「君との思い出」（きみとのおもいで）は、1995年11月22日に発売された小田和正通算14作目のシングル。発売元はファンハウス。

## 解説
「君との思い出」はオリジナルアルバムには未収録で、セルフカヴァー・アルバム『LOOKING BACK』に新曲として収録されたほか、ベスト・アルバム『伝えたいことがあるんだ』に収録された。この曲について小田は、「ループものをやってみたいというところで出来た曲。思ったより大袈裟な曲になっちゃったなというのはあるけどね。あまり知名度がない曲だけど、もっとみんなが知ってくれればライヴで盛り上がるはずの曲だと思うな。俺としては納得してる曲だね」と、『伝えたいことがあるんだ』リリース当時のインタビューで答えていた。
「やさしさにさようなら」は1978年4月5日にシングルとして発売されたオフコース時代の楽曲で、同年5月5日発売のベスト・アルバム『SELECTION 1973-78』に収録された。ここでは元の楽曲に対して歌詞を一部書き換えている。

## 収録曲
1. 君との思い出  –  (5:10)[1]
作詞・作曲・編曲：小田和正
2. やさしさにさようなら  –  (4:01)[1]
作詞・作曲・編曲：小田和正
1978年に発表されたオフコース時代の楽曲のセルフカヴァー

## レコーディング・メンバー

### 君との思い出
- NATHAN EAST : bass
- LUIS CONTE : percussions
- YOSHIYUKI SAHASHI : guitars
- HIDEKI MOCHIZUKI : synthesizer programming
- & K.ODA

### やさしさにさようなら
- NATHAN EAST (Ba.)
- YOSHIYUKI SAHASHI (Gt.)
- MICHAEL TOMPSON (Gt.)
- LUIS CONTE (Perc.)
- CHIKUZEN SATOH (B.G.V.)
- HIDEKI MOCHIZUKI (Syn. Prog.)

## スタッフ
- Produced by KAZUMASA ODA
- Mixed by BILL SCHNEE